# والا (زبان برنامه‌نویسی)
والا (به انگلیسی: Vala) ، یک زبان شیء‌گرا و مدرن است که هدف آن ارائه‌ی قدرت و کارایی زبان‌هایی مانند C، بدون پیچیدگی‌های رایج این زبان‌هاست. این زبان از GObject، که یک سیستم شیء‌گرایی در کتابخانه GTK است، استفاده می‌کند و به طور خودکار کد زبان C تولید می‌کند. این ویژگی باعث می‌شود توسعه‌دهندگان بتوانند از قدرت و انعطاف‌پذیری C بهره ببرند، اما در عین حال با سینتکسی ساده‌تر و دوست‌داشتنی‌تر کدنویسی کنند.

## شباهت به زبان‌های سی‌شارپ و جاوا
اگر شما تجربه‌ای در کار با زبان‌هایی مثل سی‌شارپ (#C) یا جاوا دارید، خوشحال خواهید شد که بدانید نحو (Syntax) زبان والا بسیار شبیه به این زبان‌هاست. برای مثال:
- تعریف کلاس‌ها، متدها و ویژگی‌ها در والا به شکلی مشابه با سی‌شارپ و جاوا انجام می‌شود.
- استفاده از مفهوم شیء‌گرایی مثل ارث‌بری (Inheritance)، چندریختی (Polymorphism)، و کپسوله‌سازی (Encapsulation) در والا نیز به همان شکل رایج و آشناست.
- مدیریت استثناها (Exceptions) و حلقه‌ها (مثل for و while) نیز دقیقاً همان ساختار شناخته‌شده را دارند.

این شباهت‌ها باعث می‌شود اگر شما قبلاً با سی‌شارپ یا جاوا کار کرده باشید، به سرعت بتوانید با والا ارتباط برقرار کنید و کدنویسی در آن برایتان آسان و روان باشد.

## مثال ساده:
به عنوان نمونه، کدی که در والا یک کلاس ساده با متد «سلام دنیا» (Hello World) ایجاد می‌کند، شبیه به چیزی است که در سی‌شارپ یا جاوا می‌بینید:
```
class
 
HelloWorld
 
{

    
public
 
static
 
void
 
main
(
string
[]
 
args
)
 
{

        
print
(
"سلام دنیا\n"
);

    
}

}

```

این شباهت نحو به توسعه‌دهندگان کمک می‌کند تا بدون نیاز به یادگیری مفاهیم کاملاً جدید، با سرعت بیشتری به زبان والا مسلط شوند و از امکانات آن بهره ببرند.

## چرا والا؟
زبان برنامه‌نویسی والا (Vala) ویژگی‌ها و قابلیت‌های جالبی دارد که در ادامه به برخی از جنبه‌های مهم این زبان می‌پردازیم:

## 1. کارایی بالا
- از آنجایی که والا کد C تولید می‌کند، عملکرد آن بسیار بهینه است و می‌تواند با زبان‌هایی مانند C و ++C رقابت کند.
- برنامه‌های نوشته‌شده با والا می‌توانند بدون وابستگی به محیط اجرا (مثل ماشین مجازی) اجرا شوند، که این ویژگی برای ساخت برنامه‌های سبک و سریع بسیار مفید است.

## 2. مدیریت حافظه ساده‌تر
- برخلاف C که نیازمند مدیریت دستی حافظه است، والا از مدیریت خودکار حافظه (Automatic Memory Management) استفاده می‌کند.
- سیستم مرجع‌دهی هوشمند (Reference Counting) به توسعه‌دهندگان کمک می‌کند تا نگران نشت حافظه (Memory Leak) نباشند.

## 3. استفاده از کتابخانه‌های GTK
- والا طراحی شده تا با کتابخانه GTK+ که برای ساخت رابط‌های گرافیکی کاربر (GUI) استفاده می‌شود، کاملاً سازگار باشد.
- شما می‌توانید با استفاده از والا برنامه‌های دسکتاپی زیبا و مدرن بسازید که در سیستم‌عامل‌هایی مثل لینوکس، ویندوز و macOS اجرا شوند.

## 4. نحو مختصر و مدرن
- نحو والا بسیار خوانا و تمیز است، مشابه زبان‌هایی مثل سی‌شارپ و جاوا.
- ویژگی‌هایی مثل Property، Signals (مشابه Events در سی‌شارپ) و Delegates کار را ساده‌تر می‌کنند.

## 5. استفاده از ابزارهای موجود برای زبان C
- برنامه‌های نوشته‌شده با والا می‌توانند از کتابخانه‌های زبان C بدون نیاز به کدنویسی اضافی استفاده کنند.
- امکان تولید فایل‌های پروژه برای ابزارهای استاندارد زبان C (مثل Autotools و CMake) وجود دارد.

## 6. پشتیبانی از ویژگی‌های مدرن زبان‌های برنامه‌نویسی
- ارث‌بری چندگانه از رابط‌ها (Interfaces): می‌توانید از چندین Interface به‌طور همزمان استفاده کنید.
- اشاره‌گرهای NULL ایمن (Safe Null-Pointers): سیستم نوع (Type System) به شما کمک می‌کند تا از خطاهای رایج ناشی از اشاره‌گرهای NULL جلوگیری کنید.
- پشتیبانی از Generics: به شما امکان می‌دهد کدهای عمومی و بازاستفاده‌پذیر بنویسید.

## 7. چند پلتفرمی بودن
- برنامه‌های نوشته‌شده در والا می‌توانند به راحتی در سیستم‌های لینوکس، ویندوز و macOS اجرا شوند.

## چه زمانی از والا استفاده کنیم؟
- اگر به دنبال توسعه برنامه‌های دسکتاپی با GTK+ هستید.
- اگر می‌خواهید از کارایی زبان C بدون پیچیدگی‌های آن بهره‌مند شوید.
- اگر تجربه‌ای در زبان‌های شیء‌گرا مثل سی‌شارپ یا جاوا دارید و به دنبال یادگیری یک زبان جدید هستید.

Wikipedia contributors, "Vala (programming language)," Wikipedia, The Free Encyclopedia, http://en.wikipedia.org/w/index.php?title=Vala_(programming_language)&oldid=516587805 (accessed October ۸، ۲۰۱۲).